# Rabbit Don’t Come Easy
Rabbit Don’t Come Easy (с англ. — «Кролик не выходит так просто») — десятый студийный альбом немецкой пауэр-метал-группы Helloween, выпущенный 12 мая 2003 года на лейбле Nuclear Blast. Это первый альбом Helloween с участием гитариста Саши Герстнера, который сменил Роланда Грапова. В составе группы для этого альбома не указан ни один барабанщик. Марк Кросс был нанят на эту должность перед записью, но ему удалось закончить только две песни («Don’t Stop Being Crazy» и «Listen to the Flies»), прежде чем он был вынужден уйти из-за болезни. Микки Ди из Motörhead исполнил остальные песни в роли сессионного музыканта. Японская версия альбома содержит кавер на песню Accept «Fast as a Shark» с новым барабанщиком группы Штефаном Шварцманном.

## Об альбоме
Басист Маркус Гросскопф комментировал выступление Микки Ди в альбоме: «Мы действительно бросили ему вызов. В последний раз он играл что-то подобное, когда участвовал в King Diamond в 80-х, и этот тип игры на бас-бочке с такими вещами, которые мы делаем, не очень прост в исполнении, и он должен был вспомнить все это. Но потом, немного попрактиковавшись, он очень быстро втянулся».
Что касается названия альбома, Гросскопф объяснил в 2003 году: «Оно основано на английской поговорке „вытащить кролика из шляпы“. Вытащить этого кролика [альбом] из этой шляпы [ссылаясь на недавние изменения в составе] на тот момент было не так просто. Это натолкнуло нас на мысль называть альбом просто „Rabbit Don’t Come Easy“. [Смеётся] Не стоит воспринимать это слишком серьёзно. Мы шутили над этой фразой, а потом я предложил назвать так альбом на самом деле».
После спорного The Dark Ride, по словам Гросскопфа, «звукозаписывающая компания также хотела, чтобы мы показали, что мы вернулись. Песня „Just a Little Sign“ представляет собой более типичную сторону Helloween, и это то, что мы хотели ясно показать. Вы не можете представить весь альбом одним треком, но он точно показывает, куда на самом деле идёт альбом. Это больше похоже на направление „счастливого, счастливого Helloween“. Это показывает, что этот альбом не является продолжением The Dark Ride».

## Список композиций
Все тексты написаны Энди Дерисом, если не указано иное.
| №                   | Название                  | Текст песни         | Музыка                            | Длительность |
| ------------------- | ------------------------- | ------------------- | --------------------------------- | ------------ |
| 1.                  | «Just a Little Sign»      |                     | Дерис                             | 4:25         |
| 2.                  | «Open Your Life»          |                     | Дерис, Саша Герстнер              | 4:30         |
| 3.                  | «The Tune»                | Михаэль Вайкат      | Вайкат                            | 5:35         |
| 4.                  | «Never Be a Star»         |                     | Дерис                             | 4:10         |
| 5.                  | «Liar»                    |                     | Дерис, Герстнер, Маркус Гросскопф | 4:55         |
| 6.                  | «Sun 4 the World»         |                     | Герстнер                          | 3:57         |
| 7.                  | «Don’t Stop Being Crazy»  |                     | Дерис                             | 4:21         |
| 8.                  | «Do You Feel Good»        | Вайкат              | Вайкат                            | 4:22         |
| 9.                  | «Hell Was Made in Heaven» |                     | Гросскопф                         | 5:33         |
| 10.                 | «Back Against the Wall»   |                     | Дерис, Вайкат                     | 5:44         |
| 11.                 | «Listen to the Flies»     |                     | Дерис, Герстнер                   | 4:54         |
| 12.                 | «Nothing to Say»          | Вайкат              | Вайкат                            | 8:29         |
| Общая длительность: | Общая длительность:       | Общая длительность: | Общая длительность:               | 61:13        |

| №                   | Название                              | Автор(ы)                                                       | Длительность |
| ------------------- | ------------------------------------- | -------------------------------------------------------------- | ------------ |
| 13.                 | «Far Away»                            | Гросскопф                                                      | 4:18         |
| 14.                 | «Fast as a Shark» (кавер на Accept)   | Вольф Хоффманн, Штефан Кауфманн, Удо Диркшнайдер, Петер Балтес | 3:44         |
| 15.                 | «Sheer Heart Attack» (кавер на Queen) | Роджер Тейлор                                                  | 3:31         |
| Общая длительность: | Общая длительность:                   | Общая длительность:                                            | 72:46        |

## Участники записи
Helloween:
- Энди Дерис — вокал
- Михаэль Вайкат — гитара
- Саша Герстнер — гитара
- Маркус Гросскопф — бас-гитара

Приглашённые музыканты:
- Марк Кросс — ударные (треки 7 и 11)
- Микки Ди — ударные (треки 1—6, 8—10, 12)
- Йорн Эллерброк — клавишные
- Олаф Зенкбейл — бэк-вокал
- Рольф Кёлер — бэк-вокал

Технический персонал:
- Чарли Бауэрфейнд[англ.] — продюсирование, сведение
- Роджер Мендес — фотографии
- Райнер Лоус — обложка

## Позиции в хит-парад
| Хит-парад (2003)                    | Высшая позиция |
| ----------------------------------- | -------------- |
| Германия (Offizielle Top 100)       | 26             |
| Италия (Classifica album)           | 73             |
| Финляндия (Suomen virallinen lista) | 23             |
| Франция (SNEP)                      | 119            |
| Швейцария (Schweizer Hitparade)     | 93             |
| Швеция (Sverigetopplistan)          | 12             |
| Япония (Oricon)                     | 11             |